# اوندلوه
اوندلوه (به آلمانی: Undeloh) یک شهر در آلمان است که در Hanstedt واقع شده‌است. اوندلوه ۹۴۲ نفر جمعیت دارد.